# Sastöbe
Sastöbe är en ort i Kazakstan.   Den ligger i oblystet Sydkazakstan, i den södra delen av landet, 1 000 km söder om huvudstaden Astana. Sastöbe ligger 557 meter över havet och antalet invånare är 6 827.
Terrängen runt Sastöbe är kuperad söderut, men norrut är den platt. Runt Sastöbe är det ganska glesbefolkat, med 35 invånare per kvadratkilometer. Det finns inga andra samhällen i närheten. Trakten runt Sastöbe består i huvudsak av gräsmarker.